# День поінформованості про аносмію

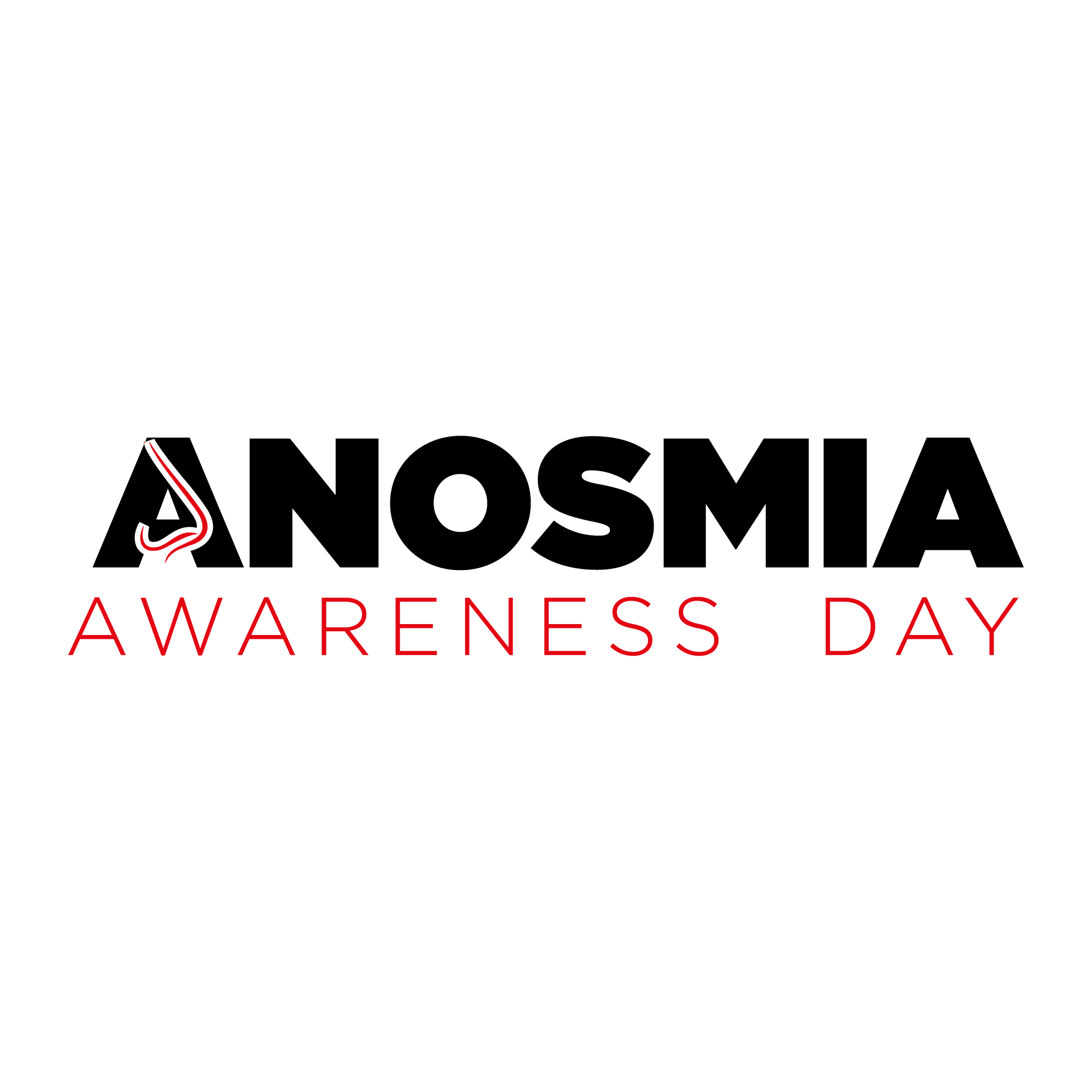
Логотип Дня поінформованості про аносмію

День поінформованості про аносмію — це день для поширення обізнаності про аносмію (an-OHZ-me-uh), втрату нюху, і це відбувається щороку 27 лютого.

## Причина
Прихильники цієї події припускають, що, оскільки видимих і практичних труднощів, пов'язаних із порушеннями нюху, порівняно менше, ніж із порушеннями зору чи слуху, характер нюхової дисфункції та її наслідки для безпеки та якості життя людини не є широко зрозумілими. День поінформованості про аносмію має на меті викрити цю ситуацію, підштовхнути до розробки успішних методів лікування та поінформувати широку громадськість про серйозний вплив аносмії на життя людини. Доведено, що хворі на аносмію чутливі до небезпечних ситуацій, таких як витоки газу, пожежі, небезпечні випари хімічних речовин та ковтання зіпсованої їжі. Крім того, люди з втратою нюху також можуть відчувати труднощі з харчуванням через тісний взаємозв'язок між запахом і смаком. Дослідження також вказують на те, що у деяких людей виникає депресія у відповідь на почуття соціальної ізоляції, страхи щодо безпеки та управління особистими запахами, а також зменшується зв'язок із задоволенням, емоціями та пам'яттю.

## Історія
Уперше День поінформованості про аносмію був започаткований Даніелем Шейном, американцем із порушенням нюху, 27 лютого 2012 року. Сторінка події, яку він створив у Facebook, встановила дату та практику носіння червоного кольору, щоб показати підтримку справи. Згодом центри запаху та смаку (як-от Центр Монеля [Архівовано 18 жовтня 2012 у Wayback Machine.] у Філадельфії, Пенсільванія) та благодійні організації (наприклад, «П'яте чуття» у Великій Британії) підтримали цю подію, пов'язавши її з дослідницькими та освітніми ініціативами, спрямованими на пацієнтів, лікарів та громадськість. «П'яте чуття» — британська благодійна організація, яка надає підтримку та інформацію людям із порушеннями запаху та смаку, пов'язала День обізнаності про аносмію зі своєю міжнародною інформаційною кампанією з підвищення обізнаності та збору коштів під назвою «LongLostSmell».